# Arthur Wallis Exell
Arthur Wallis Exell est un botaniste britannique, né le 21 mai 1901 à Birmingham et mort le 15 janvier 1993.

## Biographie
Il est le fils de William Wallis et de Jessie née Holmes. Il obtient son Master of Arts à l’Emmanuel College de Cambridge en 1926. Il obtient un Doctorat of Sciences à l’université de Coimbra au Portugal en 1962. Il se marie avec Mildred Alice Haydon le 14 août 1929. Il travaille dans le département de botanique du Muséum d'histoire naturelle de Londres de 1924 à 1939 puis de 1950 à 1962. Il travaille pour le ministère des Affaires étrangères de 1940 à 1950.
Exell est le coéditeur de Flora Zambesiaca à partir de 1962. Il est membre de la Société linnéenne de Londres et de diverses autres sociétés savantes. Il fait paraître :
- Catalogue of the Vascular Plants of Sao Tomé (1946).
- Parmi d’autres auteurs Conspectus Florae Angolensis (1937).

Exell se consacre à l’étude de la flore du Golfe de Guinée et de l’Afrique tropicale, notamment à la famille des Combretaceae.

## Source
- Allen G. Debus (dir.) (1968). World Who’s Who in Science. A Biographical Dictionary of Notable Scientists from Antiquity to the Present. Marquis-Who’s Who (Chicago) : xvi + 1855 p.